# Herrin
Herrin – miejscowość i gmina we Francji, w regionie Hauts-de-France, w departamencie Nord.
Według danych na rok 1990 gminę zamieszkiwało 367 osób, a gęstość zaludnienia wynosiła 169 osób/km² (wśród 1549 gmin regionu Nord-Pas-de-Calais Herrin plasuje się na 874. miejscu pod względem liczby ludności, natomiast pod względem powierzchni na miejscu 898.).